# Højt fra træets grønne top
Højt fra træets grønne top er en velkendt dansk julesang, som blev skrevet af Peter Faber i 1847. Musikken er komponeret af Emil Horneman. Peter Faber er også kendt for at have skrevet Sikken voldsom trængsel og alarm og Dengang jeg drog af sted.
Sangen er i dag en af de mest hyppigt brugte julesange, og den er indsunget i mange forskellige udgaver - bl.a. af Poul Reichhardt, Poul Bundgaard og Osvald Helmuth. Den bliver desuden sunget i julefilmen Far til fire i byen.

## Tekst
Teksten er skrevet af Peter Faber, som var digter, telegrafdirektør og inspektør for polyteknisk læreanstalt. Peter Fabers digtning var især centreret omkring tre emner: Treårskrigen 1848-50, studenterlivet og den hjemlige familie. Visen om ”Juletræet” (som sangen oprindeligt hed) hører til i den hjemlige sfære ved en juleaften 1847 i den faberske familiekreds, hvor vi møder Fabers bedstefar, niecer, nevøer og børn. Det originale digt har otte vers, og foruden bedstefaderen er det mest Fabers niecer og nevøer, der omtales. Ifølge fortællingen holdt familien Faber altid jul hos bedstefaderen smedemester Rasmus Hjort Faber på Gråbrødre Torv. Flere udtryk fra sangen er gået ind i det danske folkesprog. Ikke mindst de to sidste linjer “Julen varer længe, koster mange penge”.
| Nutidig tekst | Original udgave fra 1848 | High upon our Christmas Tree (engelsk oversættelse) |
| --- | --- | --- |
| Højt fra træets grønne top stråler juleglansen, spillemand, spil lystigt op, nu begynder dansen. Læg nu smukt din hånd i min, ikke rør' ved den rosin! Først skal træet vises, siden skal det spises.  | Højt fra Træets grønne Top Straaler Juleglandsen; Spillemand, spil lystig op, Nu begynder Dandsen Læg nu smukt Din Haand i min, Ikke rør ved den Rosin; Først maa Træet vises, Siden skal det spises         | High upon the Christmas tree bright the star is glowing. Come, begin to dance with me. Round and round we’re going. Frost is on the window panes Do not touch the candy canes! First we see the sweets, then later we may eat them.      |
| Se, børnlil, nu går det godt, I forstår at trave, lad den lille Sine blot få sin julegave. Løs kun selv det røde bånd! Hvor du ryster på din hånd! Når du strammer garnet, kvæler du jo barnet.        | Børnlil, nu gaar det godt, I forstaar at trave, Lad den lille Sine blot Faa sin Julegave. Løs kun selv det røde Baand, Hvor hun ryster paa sin Haand! Naar du strammer Garnet, Kvæler Du jo Barnet.          | Lise’s little hand is mine Shakes. Anticipation Makes her whole world seem to shine At this celebration. Time to bring her package near, She will get at dolly dear. Careful” Ribbon tightened. May your dolly frighten.                 |
| Peter har den gren så kær, hvorpå trommen hænger, hver gang han den kommer nær, vil han ikke længer. Hvad du ønsker, skal du få, når jeg blot kan stole på, at du ej vil tromme, før min sang er omme. | Peter har den Gren saa kjær, Hvorpaa Trommen hænger; Hver Gang han den kommer nær, Vil han ikke længer. Hvad Du ønsker, skal Du faa, Naar jeg blot tør stole paa, At Du ei vil tromme, Før min Sang er omme. | Peter’s eyes are on the branch Where a drum is waiting. He would like to stop the dance And start celebrating. What he hopes for he will get, But he shouldn’t start it yet He must save his drumming While these songs we’re humming.   |
| Anna hun har ingen ro, før hun får sin pakke: fire alen merino til en vinterfrakke. Barn, du bli'r mig alt for dyr, men da du så propert syr, sparer vi det atter ikke sandt, min datter?              | Anna hun har ingen Ro, Før hun faar sin Pakke: Fire Alen Merino Til en Vinterfrakke Barn, Du bli’er mig alt for dyr; Men da Du saa propert sy’r, Spare vi det atter, Ikke sandt, min Datter?                 | Anna now has her hands full. She thinks this is better: Four skeins of the softest wool To make her a sweater. Child, you’re costing much too much With your food and clothes and such, But it doesn’t matter Since you are my daughter! |
| Denne fane, ny og god, giver jeg til Henrik, du er stærk, og du har mod, du skal være fænrik. Hvor han svinger fanen kækt! Børn, I skylder ham respekt! Vid, det er en ære Dannebrog at bære.          | Denne Fane, ny og god, Giver jeg til Hendrik; Du er stærk og Du har Mod, Du skal være Fændrik. Hvor han svinger Fanen kjækt! Børn! I skylde ham Respekt; Vid, det er en Ære Dannebrog at bære.               | Here’s a flag, red, white and blue. It’s a gift for Clarence. He is strong and brave and true Good to both his parents. He will wave this flag with ease. May our country live in peace. He knows it’s an honor To display this banner   |
| | Træets allerbedste Zir Skal min Villiam have; Paa det blanke Guldpapir Maa du gjerne gnave. Være forsigtig og giv Agt, Indenfor er Noget lagt, Som du ei maa kramme, Det er til Din Amme.                    | |
| O, hvor den er blød og rar, sikken dejlig hue, den skal sikre bedstefa'r imod frost og snue. Lotte hun kan være stolt, tænk jer, hun har garnet holdt; det kan Hanne ikke, hun kan bare strikke!       | O hvor der er blød og rar, Sikken deilig Hue, Den skal sikkre Bedstefa’er Imod Frost og Snue; Lotte hun kan være stolt, Tænk Jer, hun har Garnet holdt, Det kan Anna ikke, Hun kan bare strikke.             | Next we find a wooly hat Knit in brown and yellow. Grandpa, proud announces that He’s a lucky fellow. Lotte almost shouts with glee, “The one who held the yarns was me!” Hannah only knit them, She is glad it fits him.                |
| Børn, nu er jeg blevet træt, og I får ej mere, moder er i køkkenet, nu skal hun traktere. Derfor får hun denne pung, løft engang, hvor den er tung! Julen varer længe, koster mange penge.             | Børn, nu er jeg bleven træt, Og I faar ei Mere, Moder er i Kjøkkenet, Nu skal hun traktere. Derfor faar hun denne Pung, Løft engang, hvor den er tung! Julen varer længe, Koster mange Penge.                | Children, I am all worn out; Dancing now is ended. Mother’s in the kitchen now As the feast is tended We must give to her a gift. Feel this purse, it’s hard to lift. Christmas joys are many, Cost a pretty penny!                      |

## Melodi
Da sangen udkom i 1847, blev den ikke sunget på Hornemans melodi, men på ”Komme hvo, som komme vil” (nu bedre kendt som ”I en kælder sort som kul”), som Peter Faber brugte til flere lejlighedssange. Det var en overraskelse, første gang Peter Faber sang sangen for sin familie, og derfor var det praktisk at vælge en melodi, de allerede kendte. Den originale node er skrevet i tonearten F-dur, men i nyere sangbøger står den noteret i den mere sangbare toneart D-dur. Ambitus er en undecim. Chefdirigent for DR PigeKoret Phillip Faber har udtalt, at det, der gør "Højt fra træets grønne top" til en af de mest velkendte danske julesange, er komponistens kloge brug af sekvensering. Der bruges sekvenser flere steder i melodien, og det gør melodien nem at huske. 